# Stealth (Thorpe Park)
Pour les articles homonymes, voir Stealth.
Stealth sont des méga montagnes russes lancées du parc Thorpe Park, situé à Chertsey dans le Surrey, en Angleterre au Royaume-Uni.

## Le circuit
L'attraction est située dans la zone Amity Cove ayant pour thème une petite ville américaine des années 1950 dévastée par un raz-de-marée. La « course » a lieu dans l'Amity Speedway, circuit automobile de la ville. Après être passé sous l'énorme pneu marquant l'entrée (à la manière de son « grand frère » Rita à Alton Towers), le visiteur empreinte la file d'attente qui serpente entre les poteaux de l'attraction. La gare n'est composée que d'un quai à ciel ouvert accompagnée d'une tour de contrôle typique des circuits outre-Atlantique.
Une fois l'embarquement effectué, le train s'avance puis s'immobilise sur la catapulte hydraulique. Il est ensuite lancé et atteint 128 km/h en 1,9 seconde, ce qui constitue l'accélération la plus violente sur des montagnes russes au monde (record détenu auparavant par Do-Dodonpa jusqu'à sa fermeture en 2024).
Il gravit ensuite le top hat de 63 mètres accompagné d'un puissant airtime au sommet, suivi d'un petit camelback provquant un second airtime. Viennent ensuite les puissants freins magnétiques et un demi-tour permettant de regagner la gare. Le circuit est identique à celui du Kingda Ka mais à moindre échelle (139 mètres contre 63,5) et sans spirale verticale.

## Statistiques
- Type : Montagnes russes lancées
- Hauteur : 62,5 m
- Longueur : 400 m
- Descente : 61 m
- Inversions : 0
- Durée : 15 secondes
- Vitesse maximale : 128,7 km/h
- Accélération maximale : de 0 à 128,7 km/h en 1,9 seconde
- Ouvertes depuis le 15 mars 2006
- Force G : 4,8 g
- Coût : 12 000 000 livres sterling
- Constructeur : Intamin
- Designer : Werner Stengel
- Taille minimale : 1,4 m
- Trains : 3 trains de 5 wagons. Les passagers sont placés par deux sur deux rangs pour un total de 20 passagers par train.

Une attraction identique a été construite dans le parc japonais Space World sous le nom de Zaturn.